# بنیاد لوکوربوزیه
بنیاد لوکوربوزیه (فرانسوی: Fondation Le Corbusier‎) یک بنیاد و آرشیو خصوصی است که برای حفظ آثار لوکوربوزیه (۱۸۸۷–۱۹۶۵) در سال ۱۹۶۸ تأسیس شده‌است. مقر و موزهٔ این بنیاد در ویلای سنگی در منطقه ۱۶ پاریس واقع شده‌است و همه‌روزه به جز یکشنبه‌ها برای بازدید باز است.